# Sphaeradenia
Sphaeradenia é um género botânico pertencente à família Cyclanthaceae.

## Distribuição
Tem a sua área de distribuação centrada na região andina, desde a Nicarágua até à Venezuela, Bolívia e Brasil. Podem ocorrer desde o nível do mar até aos 3000 m de altitude, em florestas húmidas de baixa altitude ou montanhosas. Algumas espécies podem também ser encontradas em mangais, zonas arenosas e locais íngremes.